# George Earle Welby
Sir George Earle Welby KCMG (* 9. Januar 1851; † 25. August 1936) war ein britischer Diplomat.

## Leben
George Earle Welby war der einzige Sohn von George E. Welby, Geistlicher in Barrowby, Lincolnshire.
Er trat am 22. August 1874 in den auswärtigen Dienst ein und legte am 2. Dezember 1874 seine Attachéprüfung ab.
Am 7. Juni 1875 wurde er als Attaché an die britische Botschaft in Buenos Aires entsandt, und dort im Dezember 1876 zum Dritten Sekretär befördert. Nachdem er zwischenzeitlich Sekretärsstellen an der britischen Botschaft in Stockholm und Brüssel eingenommen hatte, war er von 1898 bis 1906 britischer Botschafter in Kolumbien.
Mit Abschluss seiner Karriere als Botschafter wurde er 1906 als Knight Commander in den Order of St. Michael and St. George aufgenommen.